# 우구 비아나
우구 미구엘 페헤이라 고메스 비아나(포르투갈어: Hugo Miguel Ferreira Gomes Viana, 1983년 1월 15일 ~ )는 포르투갈의 전 축구 선수이며 포지션은 미드필더였다.

## 축구인 경력

### 클럽 경력
포르투갈 바르셀루스에서 태어나 지역 클럽인 질 비센트 유소년 팀을 거쳐 스포르팅 CP에서 프로 무대에 데뷔하였다. 2001-02 시즌 19세의 나이에 리그 26경기에 출전하여 좋은 활약을 펼쳤고, 1시즌 만에 1천 2백만 유로의 이적료에 뉴캐슬 유나이티드로 이적하였다. 2004-05 시즌엔 임대를 통해 전 소속팀 스포르팅에서 1시즌 간 활약하였다.
2005-06 시즌을 앞두고 발렌시아로 이적하였다. 발렌시아에서 다비드 알벨다, 루벤 바라하, 키케 플로레스 등과 경쟁하며 두 시즌 간 리그 43경기에서 2골을 기록하였다. 2007-08 시즌엔 오사수나로 임대 이적하였으나 프리 시즌에 당한 부상으로 큰 활약을 보이지 못했다. 2008-09 시즌 발렌시아로 복귀하였으나 완전히 전력 외로 분류되어 코파 델 레이와 UEFA컵 몇 경기에 출전하는 것에 그쳤다.
2009년 7월 31일 브라가로 이적하였다. 브라가에서의 첫 시즌 리그 28경기에 출전하여 4골을 기록하며 브라가가 팀 역사상 가장 높은 순위인 2위로 시즌을 마치는 데 기여하였다. 2010-11 시즌엔 팀의 유로파리그에서 9경기에 선발 출전하며 팀의 준우승에 공헌하였다. 2011년 11월 27일 FC 포르투와의 경기 도중엔 유니폼 안 티셔츠에 뉴캐슬 시절 팀 동료였던 게리 스피드의 사망을 추모하는 글귀를 적어서 공개하기도 하였다.
2013년 6월 5일 UAE 아라비안 걸프 리그의 알아흘리로 이적하였으며, 2015년 2월 알와슬로 이적하였다.
2014년 1월 중국의 산둥 루넝으로 750만 유로의 이적료로 이적하였다.

### 국가대표 경력
2001년 11월 14일 앙골라와의 A매치 경기에서 국가대표 데뷔전을 치렀다. 2002년 한일 월드컵에는 금지 약물 양성 반응을 보인 다니엘 케네디의 대체로 최종 명단에 포함되었으나 경기에 출전하진 못하였다. 2004년 하계 올림픽에 출전하였으며 유로 2004 이후엔 성인 대표팀에 다시 복귀하였다.
2006년 독일 월드컵에서는 두 경기에 교체 투입되어 활약하였다. 잉글랜드와의 8강 경기에서는 승부차기 키커로 나서 실축하여 팀을 위기에 빠뜨리는 듯 하였으나 잉글랜드의 키커들도 연달아 실축하며 포르투갈은 4강 진출에 성공하였다.
유로 2012에선 부상을 입은 카를루스 마르틴스의 대체로 최종 명단에 이름을 올렸다.